# 外崎光広
外崎 光広（そとざき みつひろ、1920年6月25日 - 2002年10月1日）は、日本の歴史学者、高知短期大学名誉教授。
1953年、同志社大学大学院法学研究科修士課程修了。県立高知短期大学助教授、教授。1981年、定年、名誉教授、松山大学教授。
2002年10月1日、大腸癌のため死去。
高知の自由民権運動、女性解放運動を研究した。

## 著書
- 『家族制度からの解放 家庭の幸福と民主主義を守るために』高知市立市民図書館,1956.市民新書
- 『家庭科教育の理論』高知市立市民図書館,1962.市民新書
- 『明治前期婦人解放論史』高知市民図書館,1963.市民叢書
- 『家庭』高知市立市民図書館,1964.市民新書
- 『近代日本の家庭』高知市立市民図書館,1966.市民新書
- 『家庭科教育の自主編成』明治図書出版,1969
- 『高知県婦人運動史』高知市立市民図書館,1971
- 『高知県婦人解放運動史』ドメス出版,1975
- 『植木枝盛と女たち』ドメス出版,1976
- 『土佐の自由民権』高知市民図書館,1984
- 『日本婦人論史 上 (女権論篇)』ドメス出版,1986
- 『土佐の自由民権運動』高知市文化振興事業団,1988.高知レポート
- 『日本婦人論史 下 (婦人解放論篇)』ドメス出版,1989
- 『土佐自由民権運動史』高知市文化振興事業団,1992
- 『植木枝盛研究資料目録』平和資料館・草の家,2001
- 『土佐自由民権読本』高知市立自由民権記念館,2005

## 編纂
- 『植木枝盛家族制度論集』高知市立市民図書館,1957.市民叢書
- 『植木枝盛婦人解放論集』高知市立市民図書館,1963.市民叢書
- 植木枝盛『家庭改革・婦人解放論』法政大学出版局,1971.
- 植木枝盛『無天雑録』家永三郎共編 法政大学出版局,1974
- 『山川菊栄の航跡 「私の運動史」と著作目録』岡部雅子共編　ドメス出版,1979
- 植木枝盛『維新後道徳の頽廃せしことを論ず 教育論・道徳論・廃娼論』法政大学出版局,1982
- 『土佐自由民権資料集』高知市文化振興事業団,1987

## 参考
- 「外崎光広略歴と著作目録」『社会科学論集』1981
- 外崎光広 植木枝盛研究資料目録